# Thyene
Thyene är ett släkte av spindlar. Thyene ingår i familjen hoppspindlar.

## Dottertaxa tillThyene, i alfabetisk ordning[1]
- Thyene aperta
- Thyene australis
- Thyene benjamini
- Thyene bilineata
- Thyene bivittata
- Thyene bucculenta
- Thyene chopardi
- Thyene coccineovittata
- Thyene concinna
- Thyene corcula
- Thyene coronata
- Thyene damarensis
- Thyene decora
- Thyene gangoides
- Thyene imperialis
- Thyene inflata
- Thyene leighi
- Thyene lindbergi
- Thyene longula
- Thyene ludhianaensis
- Thyene manipisa
- Thyene natali
- Thyene ocellata
- Thyene ogdeni
- Thyene orbicularis
- Thyene orientalis
- Thyene ornata
- Thyene phragmitigrada
- Thyene pulchra
- Thyene punctiventra
- Thyene punjabensis
- Thyene radialis
- Thyene scalarinotum
- Thyene semiargentea
- Thyene similis
- Thyene splendida
- Thyene squamulata
- Thyene striatipes
- Thyene subsplendens
- Thyene tamatavi
- Thyene thyenioides
- Thyene triangula
- Thyene typica
- Thyene varians
- Thyene villiersi
- Thyene vittata
- Thyene yuxiensis